# ماركوس غرونفولد
ماركوس غرونفولد (بالنرويجية البوكمول: Marcus Grønvold)‏ هو رسام نرويجي، ولد في 5 يوليو 1845 في برغن في النرويج، وتوفي في 10 أكتوبر 1929 في سالزبورغ في النمسا.